# 西光寺 (上尾市)
西光寺（さいこうじ）は、埼玉県上尾市にある天台宗の寺院。

## 歴史
鎌倉時代中期に開山されたといわれている。本尊で上尾市の文化財に指定されている阿弥陀三尊も鎌倉時代のものといわれている。
元々は別の地に位置していたが、秀恵の代に現在地に移転した。それゆえ秀恵を中興としている。現在の本堂は1974年（昭和49年）に新築されたものである。

## 文化財
- 木造阿弥陀三尊立像（上尾市指定文化財 昭和41年3月31日指定）[3]

## 交通アクセス
- 路線バス宮原小学校停留所より徒歩27分。